# 양산고용노동지청
양산고용노동지청(梁山雇傭勞動支廳)은 근로자의 권익보호 및 복지증진과 참여·협력적인 노사관계의 구축, 산업안전, 직업능력개발, 고용지원사업 등 현장에서 노동행정을 집행하는 임무를 수행하기 위하여 설립된 대한민국 고용노동부 부산지방고용노동청 소속기관으로 양산고용노동지청장(4급)은 서기관 또는 기술서기관으로 보한다. 경상남도 양산시 동면 남양산 1길 58 (옛 석산리 1440-2)에 위치하고 있다.

## 연혁
- 1992년 3월 9일 노동부 양산지방노동사무소 개소
- 1998년 4월 16일 김해고용안정센터 개소
- 1999년 7월 30일 밀양고용안정센터 개소
- 2004년 10월 8일 청사 신축준공 이전
- 2006년 3월 2일 노동부 부산지방노동청 양산노동지청으로 승격
- 2010년 7월 5일 고용노동부 부산지방고용노동청 양산고용노동지청으로 명칭 변경

## 관할 구역
- 양산시
- 밀양시
- 김해시

## 조직

### 양산고용노동지청장
- 근로개선지도과
- 산재예방지도과

## 소속기관
- 김해고용센터

## 사건·사고 및 논란

### 체불임금
2011년 1월 13일 양산고용노동지청은 관할 구역 내(김해·양산·밀양시)에서 발생한 체불임금은 64억여원에 이르는 것으로 나타났다고 밝혔다. 이에 따라 설을 앞두고 체불임금 청산지원 전담반을 가동, 비상근무체계에 돌입하는 동시에 임금체불 정보를 사전에 파악, 전화 및 현장방문을 강화하기로 했다.

## 같이 보기
- 부산지방고용노동청